# Hotel Ratswaage

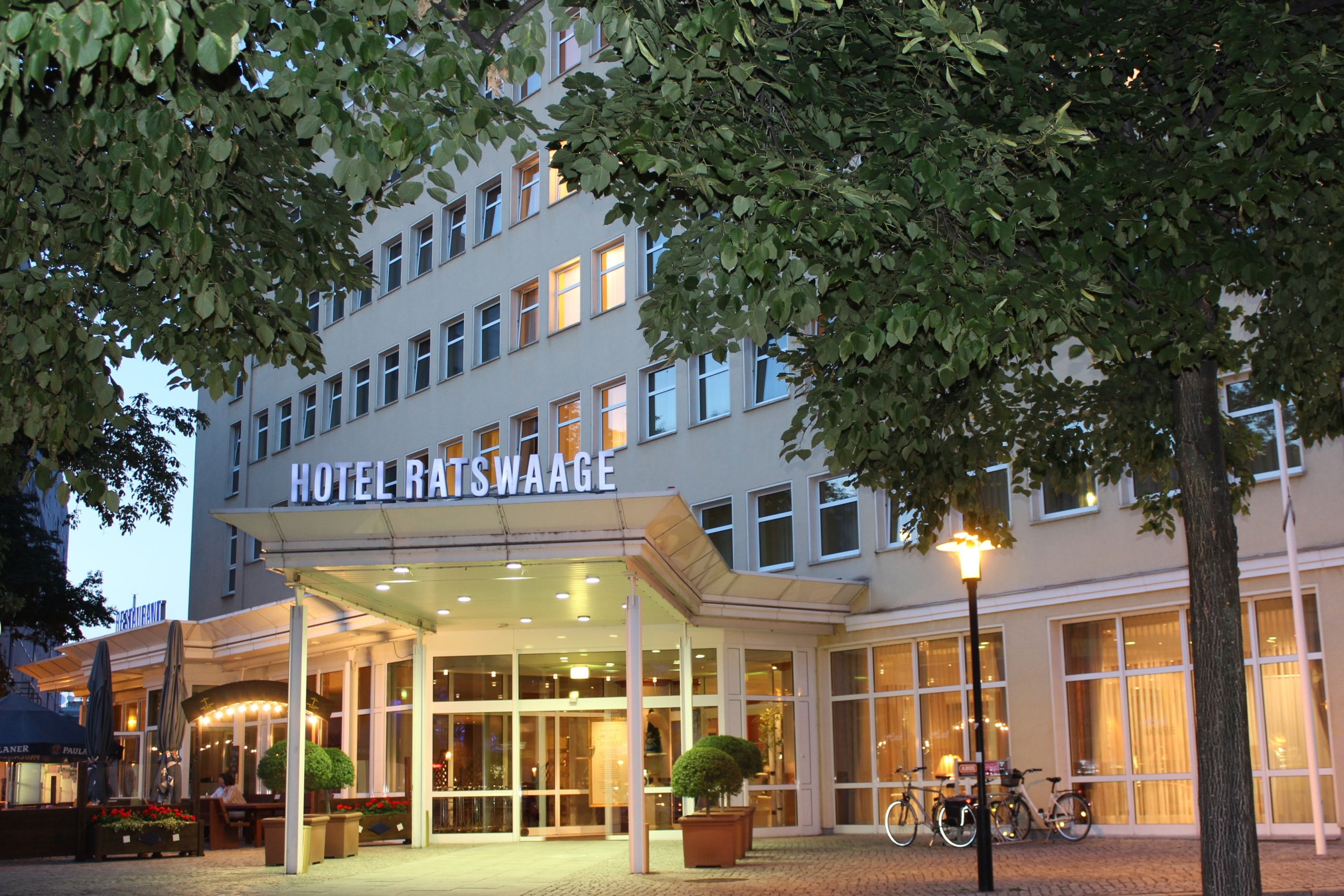
Eingangsbereich, 2012

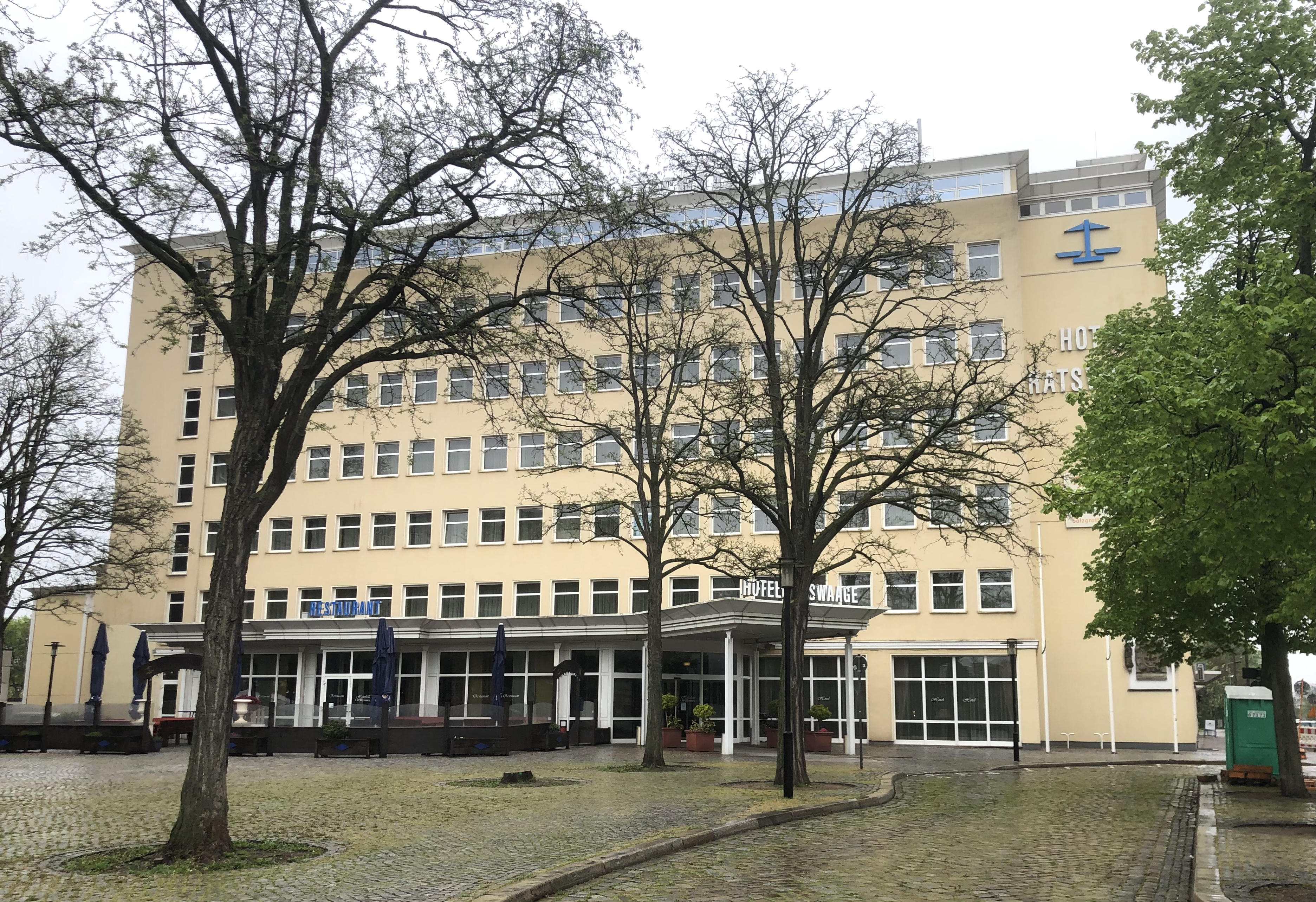
Hotel Ratswaage, 2021

Das Hotel Ratswaage ist ein Hotel in Magdeburg in Sachsen-Anhalt. Zeitweise wurde es als Kulturdenkmal geführt.

## Lage
Es befindet sich im Zentrum der Magdeburger Altstadt auf der Ostseite des Ratswaageplatzes an der Adresse Ratswaageplatz 1–4. Unmittelbar südlich verläuft die Julius-Bremer-Straße, westlich der Breite Weg. Unter dem nördlichen Teil des Hauses befindet sich der denkmalgeschützte Romanische Keller am Ratswaageplatz, südlich des Eingangs der als Kleindenkmal ausgewiesene Stiftungsstein der Brauer- und Bäckerinnung.

## Ausstattung des Hotels
Das Hotel Ratswaage verfügt über 151 Zimmer und fünf Suiten mit einer Größe von 24 bis 60 m². Außerdem bestehen elf Tagungsräume mit Flächen zwischen 25 und 125 m² und einzelnen Platzkapazitäten bis zu 144 Personen, die jedoch kombiniert werden können, so dass im größten Saal 350 m² mit bis zu 450 Plätzen bereitstehen. Im Hotel besteht eine eigene Gastronomie. Das Hotel verfügt darüber hinaus über einen Wellnessbereich mit Pool und Sauna.

## Architektur und Geschichte
Der Hotelname geht auf die Ratswaage Magdeburg zurück, die bis 1858 auf dem Platz westlich des heutigen Hotels stand.

### Vorgängergebäude
Etwa an der Stelle des jetzigen Hotelgebäudes befanden sich von Süden nach Norden die Häuser Ratswaageplatz 1 bis 4.

#### Ratswaageplatz 1
Das Haus Ratswaageplatz 1 war ein Backhaus und wurde vor 1631 vom Bäcker Woltersdorf, 1640 dann von seinem Sohn Joachim Woltersdorf betrieben. Im Jahr 1665 gehörte das Anwesen der Witwe Woltersdorf, der ihr Sohn, der Bäcker und Fleischer Joachim Woltersdorf, nachfolgte. Von ihm wurde das Gebäude 1678 für 845 Taler seinem Sohn, dem Bäcker und Seifensieder Christian Woltersdorf, vermacht. Er war zumindest noch 1701 Eigentümer. Im Jahr 1706 veräußerten seine Erben das Haus für 1500 Taler an den Bäcker Johann David Scheerbaum, der bis 1723 Besitzer blieb.

#### Ratswaageplatz 2 und 3
Die Häuser Ratswaageplatz 2 und 3 bildeten lange eine Einheit. Im Jahr 1631 und dann noch bis 1638 gehörten sie dem Materialisten Christoph Wecknese. Seine Erben vermieten das Gebäude für 18 Taler jährlich an Georg Weimar. Im Jahr 1665 veräußerte Andreas Wegnäse die als Stätte bezeichnete Immobilie an den Seidenkramer David Müller für 330 Taler. Müller riss das Gebäude ab und errichtete auf dem Grundstück zwei neue Häuser. Beide Häuser befanden sich 1678 im Eigentum des Hutstaffierers Mathias Müller und 1683 dann seiner Erben. Ihnen folgte bis zu seinem Tod 1690 Johann Berghauer nach. Von ihm übernahm der 1701 verstorbene Tuchhändler Alexander Hörne. Hörne war in erster Ehe mit einer Müller, in zweiter dann mit einer Berghauer verheiratet. 1695 gehörte seiner ersten Frau die Nummer 3, die jedoch bereits 1696 wieder Alexander Hörne gehört. Ihm folgte ab 1701 seine Witwe nach. Sie heiratete den Schiffer David Schröder, der 1706 als Eigentümer beider Häuser verzeichnet war. Nach dem Tode Schröders verkaufte seine Witwe beide Häuser für 1700 Taler an den Kriegskommissar Johann Benedikt Schartau. Er teilte das Eigentum an den beiden Häusern auf, in dem er die Nummer 3 für 800 Taler 1719 an den Bürgermeister Friedrich Cattoir veräußerte, selbst aber bis 1724 Eigentümer der Nummer 2 blieb.

#### Innungshaus der Brauer- und Bäckerinnung

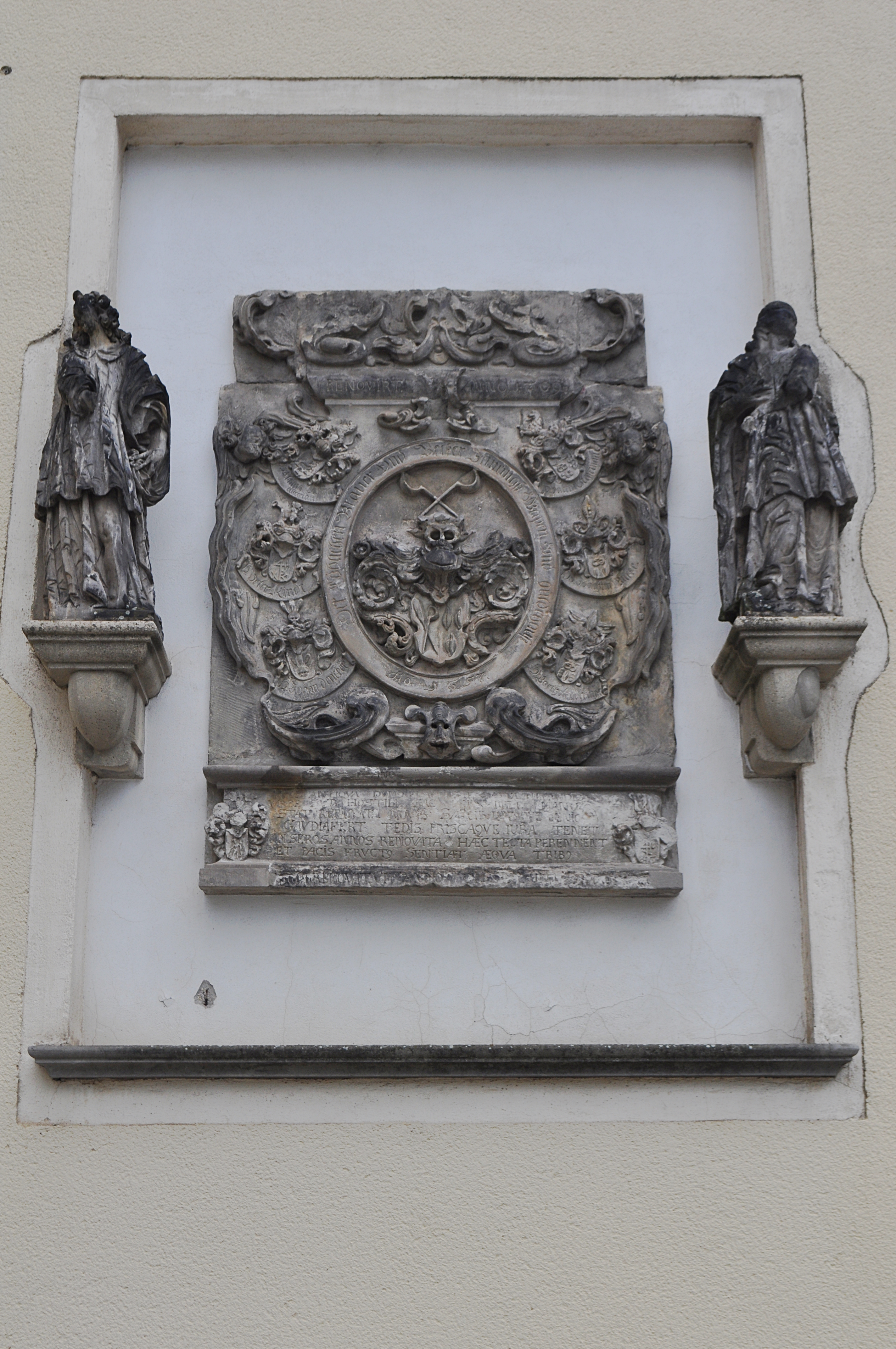
Wappentafel, 2013

Das nördlichste der vier Häuser war die Nummer 4. Es wurde als Brauerhof der Brauer- und Bäckerinnung genutzt. Seine Front war nach Westen zum Ratswaageplatz ausgerichtet, nach Norden hatte das Grundstück einen Gebäudeteil, der zur Scharrnstraße ausgerichtet und zwischen den Häusern Scharrnstraße 1 und 2 platziert war. In diesem Bereich verlief die ottonische Stadtmauer Magdeburgs, also die nördliche Stadtgrenze, auf deren Innenseite das Grundstück lag. Daraus wurde geschlossen, dass die Innungen schon vor dem Jahr 1200 Eigentümer des Grundstückes waren. Seit der Zeit um 1700 gehörte zum Anwesen auch das nach Süden anschließende Grundstück Apfelstraße 15, heute der Bereich zur Julius-Bremer-Straße. 1657 wurde der Hof nach den Zerstörungen des Jahres 1631 wieder aufgebaut. In diesem Zusammenhang entstand ein großer, das Innungszeichen der Bäcker zeigender Wappenstein, der sich heute südlich des Hoteleingangs befindet. 1709 erfolgte eine aufwändige repräsentative Erneuerung, was der hervorgehobenen Stellung der Brauerinnung entsprach. Im 18. Jahrhundert galt das Anwesen als schönster Festsaal Magdeburgs, in dem viele Festen und Hochzeiten gefeiert wurden. Neben unterschiedlich großen Zimmern verfügte das Haus über drei Säle. 
Im Erdgeschoss des Hauses befand sich die Grüne Stube, eine sogenannte Kneipstube. Die Decke war mit Darstellungen der Herkulessage und anderen heidnischen Geschichten bemalt. Eine weitere Kneipstube war die Gelbe Stube. In ihr befanden sich 20 Gemälde von Brauer- und Bäckerinnungsmeistern. Bei der Roten Stube handelte es sich um eine Sitzungsstube. Sie war mit einer Darstellung der Hochzeit zu Kana und Gemälden der Splitterrichter geschmückt. Die Kämmererstube war Sitz der Registratur der Innungskämmerer. Darüber hinaus verfügte das Haus über ein Archivgewölbe, in dem Schriftstücke wie Protokolle, Verträge und Akten aufbewahrt wurden. Möglicherweise befand sich hier auch das Innungskinderbuch.
Das Obergeschoss enthielt den Bunten Saal, in dem Trauungen durchgeführt wurden. Er war mit 14 Gemälden versehen, die biblische Szenen darstellten. Zehn Fenster des Saals gingen zum Hof, acht Doppelfenster nach Norden zur Scharrnstraße. Ein weiterer Saal im Obergeschoss war der Tanzsaal. Er hatte sieben zum Hof und acht zum Garten weisende Fenster. Außerdem bestand die als Schreibstube genutzte Oberstube. Daneben befand sich der Saal neben der Oberstube. In ihm befand sich eine aus Eichenholz gefertigte alte, von den Bäckern genutzte Lade.
In der Zeit von 1701 bis 1724 bestand auf der Straße eine Speisekammer des Hauses, die dann aber auf einen königlichen Befehl hin abgerissen werden musste.
1701 wird das vorhandene Zinngeschirr mit einem Gesamtgewicht von 592 Kilogramm angegeben. Besonders bemerkenswert war eine Begrüßungskanne mit einem Gewicht von 2,64 Kilogramm. Als ein Geschenk des Festungskommandanten von Hutten war eine vergoldete Silberkanne mit einem Gewicht von 1,05 Kilogramm vorhanden. Darüber hinaus waren weitere Becher, darunter ein Bier- und Spendenbecher, vorhanden. Der Hof diente als Sommergarten. Dort befand sich eine Linde, die mit einem zweigeschossigen, als Lusthaus bezeichneten Pavillon umbaut war. In dessen oberem Geschoss konnten vier Tische aufgestellt werden. Neben dem Pavillon stand ein Schuckbrunnen.
1736 erhielten Brauer und Bäcker jeweils eine eigene Innung. In der Zeit um 1800 wurden mehrere große Räumlichkeiten des Brauhauses für Fabrikzwecke vermietet. 1808 wurden die Innungshäuser und öffentliche Bauten, darunter auch das Innungshaus der Brauer und Bäcker, von französischen Besatzungstruppen beschlagnahmt. Sie dienten zur Unterbringung französischer Truppen. Als die Truppen das Gebäude wieder räumten, erwarb die Stadt Magdeburg das Innungshaus vom Königreich Westphalen. Gemeinsam mit dem zeitgleich erworbenen ehemaligen Innungshaus der Schneider wurden 29.293 Westphälische Franken in Staatsobligationen gezahlt. Die Innungen waren zwischenzeitlich zwangsweise aufgelöst. Ziel der Stadt war es, mittels der Gebäude weitere Einquartierungen für die Bürgerschaft zu vermeiden.
Nach dem Ende der französischen Besatzung kaufte der preußische Staat das Haus und baute es zu einer Kaserne für die Brandenburgische Festungs-Pionier-Kompanie um. Ein Plan zur Unterbringung der Truppen im nördlichen Teil des Fürstenwalls, in der Fürstenwallstraße 1 bis 5, war zuvor nicht zur Umsetzung gelangt. Nachdem die Brandenburgische Pionier-Abteilung Nr. 3 von hier nach Torgau verlegt wurde, war ab 1860 im Gebäude das Magdeburgische Pionier-Bataillon Nr. 4 stationiert. Die Flügel der Kaserne gruppierten sich um einen rechteckig geschnittenen Innenhof. Im Erdgeschoss hatte die Gebäudeteile zur Hofseite hin Kolonnaden. Die Verhältnisse waren sehr beengt. Die zuvor von verheirateten brandenburgischen Hauptleuten genutzten Wohnungen wurden zu Mannschaftsquartieren umgebaut. Aus der ursprünglichen Tischler- und Schmiedewerkstatt entstand eine Werkstatt für Büchsenmacher. Trotz der Umbauten reichte der Platz nicht aus, so dass Teile des Bataillons in Quartieren in der Stadt außerhalb der Kaserne untergebracht werden mussten. Nach 1872 wurde der nach Westen zum Ratswaageplatz ausgerichtete Flügel um ein Geschoss aufgestockt. Außerdem erwarb man das Nachbargrundstück Ratswaageplatz 3 und gliederte es in die Kaserne ein, so dass das komplette Bataillon hier kaserniert war. Später mussten wegen steigender Mannschaftszahlen wieder weitere Quartiere genutzt werden. Die Gebäudesubstanz verschlechterte sich. Im Jahr 1900 bezog das Bataillon die neu errichtete Pionierkaserne in der Turmschanzenstraße.
Die alte Kaserne an der Ratswaage wurde an die Postverwaltung verkauft. Im Vorderhaus zum Ratswaageplatz wurde das Postamt 4, im hinteren Gebäudeteil das Telegraphen-Zeugamt eingerichtet. Da die Post dieser Unterbringung nur als Übergangslösung plante, unterblieben auch weiterhin größere Instandsetzungen. Durch einen Grundstückstausch gelangte das Gebäude 1925 wieder in das Eigentum der Stadt Magdeburg. Nach Fertigstellung des Fernmeldeamtes in der Listemannstraße zogen die Dienststellen der Post dann um. Im östlichen Gebäudeteil befand sich eine Reparaturwerkstatt für Motorräder und einige weitere Unternehmen. Der jetzt städtische Innenhof wurde von den Händlern auf dem Alten Markt als Abstellmöglichkeit für ihre fahrbaren Marktstände genutzt.

### Neubau als Haus der Gewerkschaften
Seit 1926 bestanden Pläne, an dieser Stelle ein Haus der Gewerkschaften zu errichten. Der Architekt Carl Krayl hatte einen Entwurf erarbeitet, der ein seitlich abgestuftes Gebäude mit großen Glasflächen vorsah. Der nach dem Abbruch der Vorgängerbebauung 1932/33 als Stahlkonstruktion erfolgte sechsgeschossige Neubau wurde jedoch einfacher ausgeführt als Krayls ursprünglicher Entwurf.
Das Erdgeschoss ist durch breite Fensterflächen geprägt, während die oberen Stockwerke durch eine streng gleichförmige Fensteranordnung geprägt sind. Die Fassade der oberen Geschosse wurde mit schlichten Keramikplatten verkleidet. Im Erdgeschoss entstanden Gaststätten, in den übrigen Geschossen enthielt das Gebäude vor allem Büros und Sitzungsräume für eine gewerkschaftliche Nutzung. Nach der Fertigstellung wurde das Objekt dann in der Zeit der nationalsozialistischen Gewaltherrschaft von der Deutschen Arbeitsfront als Haus der deutschen Arbeit genutzt. An der Hauptfassade wurde unterhalb der Traufe der Schriftzug Die Deutsche Arbeitsfront angebracht, wobei vor dem Wort Arbeitsfront das Symbol der Arbeitsfront, ein in einem Zahnrad befindliches Hakenkreuz, angebracht war. Im Haus waren mehrere Dienststellen der Deutschen Arbeitsfront, wie die Vermögensverwaltung, die Hausverwaltung und die Gauverwaltung Magdeburg-Anhalt, untergebracht. Darüber hinaus bestanden eine mit einer großen Konzertorgel ausgestatteten KdF-Kleinkunstbühne und Gaststätten. Darüber hinaus hatte der Elektromeister Otto Bengsch im Gebäudekomplex seine Werkstatt.

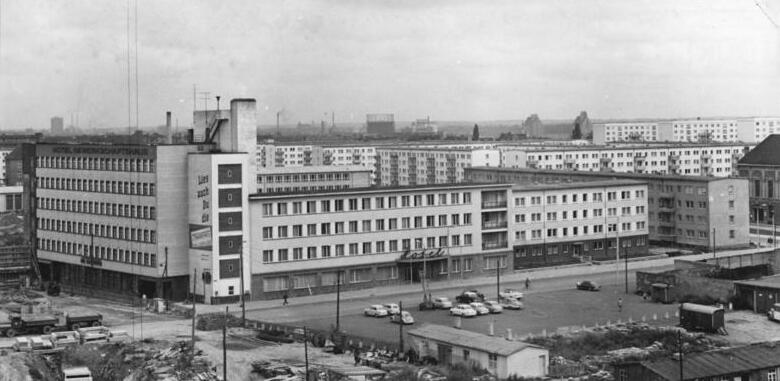
Blick von Südwesten im Jahr 1964

Während des Luftangriffs auf Magdeburg am 16. Januar 1945 wurde das Gebäude schwer beschädigt und war zum Abbruch vorgesehen. Der Freie Deutsche Gewerkschaftsbund (FDGB), die Einheitsgewerkschaft der DDR, entschloss sich jedoch zum Wiederaufbau, der 1950 abgeschlossen war. Das Haus war Sitz des regionalen FDGBs und wurde als Gewerkschaftshotel und durch eine Gaststätte der Konsumgenossenschaft genutzt. Mit Zugang von der Julius-Bremer-Straße her befand sich im Haus ein Intershop.

### Hotel Ratswaage
Nach der Friedlichen Revolution in der DDR 1989 wurde das Haus saniert und in Teilen umgebaut und diente als Hotel.  
1994 markierte einen Meilenstein, als das Gebäude unter  „Upstalsboom“ als 4-Sterne-Hotel eröffnet wurde. Es entstand ein umfassendes Angebot, darunter ein Pool, eine Bar und Konferenzräume. Im Jahr 2002 begann eine neue Ära, als das Hotel seine Selbstständigkeit als „Hotel Ratswaage“ erklärte. Zuvor als „Upstalsboom Hotel Ratswaage“ bekannt, wurde der Name in „Hotel Ratswaage“ geändert. 
Zeitweise wurde das Gebäude unter der Erfassungsnummer 094 70016 als Kulturdenkmal geführt, wurde jedoch bereits 2009 nicht mehr als denkmalgeschützt betrachtet.